# Still Climbing
Still Climbing è  il quarto album in studio del gruppo musicale statunitense Cinderella, pubblicato l'8 novembre 1994 dalla Mercury Records.

## Storia
L'album è il naturale successore di Heartbreak Station, presentando un hard rock bluesy e ruvido nella migliore tradizione di band come Rolling Stones e Aerosmith, naturalmente con il tipico marchio di fabbrica di Tom Keifer, il quale fra l'altro dedica la struggente ballata Hard to Find the Words alla madre. Tutte le tracce della batteria furono registrate da Kenny Aronoff, mentre Fred Coury suona solo su Hot and Bothered, pezzo registrato nel 1991. Nonostante si tratti di un disco qualitativamente a livello di tutti i precedenti, avrà la sfortuna di uscire in piena era grunge rock e passerà relativamente inosservato. L'album infatti raggiunse soltanto la posizione numero 178 nella Billboard 200, causando la rescissione del contratto da parte della Mercury Records.
MTV, poco sorprendentemente, rifiuterà di trasmettere i nuovi video ritenendo i Cinderella come una band anni ottanta, ormai fuori moda. Dopo questo disco, seguito da un breve tour, la band si scioglierà temporaneamente per poi riunirsi con la formazione originale nel 1997.

## Tracce
Tutte le canzoni sono state composte da Tom Keifer, eccetto dove indicato.
1. Bad Attitude Shuffle – 5:31
2. All Comes Down – 5:04
3. Talk Is Cheap – 4:00
4. Hard to Find the Words – 5:45
5. Blood from a Stone – 4:52
6. Still Climbing – 5:22
7. Freewheelin' – 3:06
8. Through the Rain – 5:07
9. Easy Come Easy Go – 4:33
10. The Road's Still Long – 6:05 (Keifer, Andy Johns)
11. Hot and Bothered – 3:57 (Keifer, Eric Brittingham)

## Formazione
- Tom Keifer – voce, chitarra, pianoforte
- Eric Brittingham – basso
- Jeff LaBar – chitarra
- Kenny Aronoff – batteria

### Altri musicisti
- Fred Coury – batteria in Hot and Bothered
- Jay Davidson – sassofono
- Steve Jankowski – tromba e trombone
- Rosanna McNamara – violino
- Gary Corbett – tastiere
- Evette Benton, Carla Benson, Luana Norman, Annette Hardeman, Charlene Halloway – cori
- John Purdell – percussioni, organo hammond, pianoforte, cori